# Спіцевич Євген Андрійович
Євген Андрійович Спіцевич (нар. 19 вересня 1931, Харків) — український художник і педагог; член Спілки журналістів України з 1965 року та Харківської організації Спілки радянських художників України з 1970 року.

## Біографія
Народився 19 вересня 1931 року в місті Харкові (нині Україна) у сім'ї інженера. У 1939—1941 роках навчався в художній студії при харківському Будинку вчених; у 1941—1944 роках брав уроки у харківського художника, члена товариства «Художник» К. Лазаренка; у 1948—1949 роках навчався на архітектурному відділенні в Харківському будівельному технікумі; у 1949—1951 роках — в Харківському державному художньому училищі, де його викладачами були Микола Сліпченко, Віктор Полтавець, Олена Яковенко, Лев Фітільов.
З 1951 по 1955 рік проходив строкову службу у Військово-морському флоті СРСР, служив на Балтійському флоті. Після служби на флоті продовжив навчання в Харківському художньому училищі, а після його закінчення у 1958 році вступив на факультет графіки до Харківського художнього інституту. Закінчив навчання 1964 року вже у новоствореному Харківському художньо-промисловому інституті. Там його викладачами були Володимир Селезньов, Петро Супонін, Валентин Сизиков, Євген Єгоров, Олександр Вяткін, Григорій Бондаренко, Василь Мироненко, Василь Лозовий. Одночасно з навчанням із 1959 року співпрацював з газетами і журналами як художник-графік.
Після закінчення інституту був направлений до Херсона, де до 1972 року працював художником Художнього фонду, викладав у студії графіки при Палаці піонерів, співпрацював з книжковими видавництвами, редакціями газет і журналів, займався книжковою ілюстрацією. Мешкав у Херсоні в будинку на проспекті Ушакова, № 51, квартира № 7.
У 1973 році повернувся до Харкова, де до 2010 року працював викладачем малюнка, живопису та композиції в Харківському художньому училищі. Серед учнів: Сергій Коморний. Мешкає у будинку на вулиці Гвардійців Широнінців, № 55

## Творчість
Працював у галузях станкової і книжкової графіки, станкового живопису. Серед робіт:
- «Коні» (1957)[1];
- «Ранок в порту» (1964)[2];
- «Судноремонтники» (1964);
- «Портовики» (1964);
- «Біля дніпровських причалів» (1965);
- «Незабутнє» (1967);
- «Батько і син» (1968)[2];
- «На стапелях» (1971)[2];
- «Прохолодний ранок» (1974)[2];
- «Будинок лісника» (1983)[1];
- «Біля причалу» (1986)[2];
- «Зимова казка» (2005)[1].

Оформив та ілюстрував книги
- «Заграви над тайгою» Д. Носкова[1];
- «Восьме коло пекла» Криштофа Боруня (1968).

Гравюри художника стали символом радянської епохи і публікувалися на перших шпальтах в газетах «Правда», «Правда Украины», «Труд», «Известия», журналах «Україна», «Мистецтво», «Знання та праця», «Дружба народов», «Дніпро».
Брав участь у республіканських виставках з 1959 року, всесоюзних — з 1966 року. Персональні виставки пройшли у Харківському і Чернігівському художніх музеях.
Роботи художника знаходяться в приватних колекціях в Україні, Болгарії, Польщі, Ізраїлі, Японії, США, Канаді, в фондах Харківського, Дніпровського, Чернігівського, Криворізького художніх музеїв.